# Marek Rezler
Marek Rezler (ur. 31 lipca 1948 w Gorzowie Wielkopolskim) – polski historyk specjalizujący się w historii wojskowości i badaniu dziejów Polski oraz Wielkopolski XIX i XX wieku, biograf i publicysta regionalny.

## Życiorys
Ukończył studia na Uniwersytecie im. Adama Mickiewicza w Poznaniu w 1971. W 1983 obronił doktorat z nauk humanistycznych na Uniwersytecie Warszawskim.
Współpracował m.in. z „Głosem Wielkopolskim”, „Kroniką Wielkopolski” i „Naszą Wielkopolską”. Publikuje też artykuły w prasie o zasięgu ogólnopolskim oraz teksty na stronach oświatowych w internecie (w portalu Eduseek-Interklasa). Zajmuje się też popularyzacją dziejów Poznania i regionu w telewizji WTK, RTK, Radiu Poznań (d. Radiu Merkury), a także prowadzi na ten temat prelekcje i wykłady publiczne.

## Członkostwo w stowarzyszeniach
Jest członkiem m.in. Polskiego Towarzystwa Historycznego, Kaliskiego Towarzystwa Przyjaciół Nauk, Towarzystwa Miłośników Miasta Poznania, Towarzystwa Opieki nad Zabytkami, Stowarzyszenia Miłośników dawnej Broni i Barwy, Towarzystwa Miłośników Lwowa i Kresów Południowo-Wschodnich, Towarzystwa Przyjaciół Muzeum Narodowego w Poznaniu, Towarzystwa Pamięci Powstania Wielkopolskiego 1918–1919.

## Nagrody i wyróżnienia
- „Dobosz Powstania Wielkopolskiego” od ZG TPPW (2004)[2]
- brązowy Krzyż Zasługi (2009)[3]
- Medal Komisji Edukacji Narodowej (2013)
- tytuł „Zasłużony dla Miasta Poznania” (2019)[4]
- Nagroda Marszalka Województwa Wielkopolskiego w dziedzinie kultury (2023)

## Twórczość
Autor i współautor publikacji poświęconych m.in. dziejom Wielkopolski i Poznania, m.in.:
- Jan Henryk Dąbrowski 1755–1818, Krajowa Agencja Wydawnicza, Poznań 1982.
- Emilia Sczaniecka 1804–1896. Krajowa Agencja Wydawnicza, Poznań 1984.
- Piotr Wawrzyniak 1849–1910, Krajowa Agencja Wydawnicza. Poznań 1985, ISBN 83-03-01079-4.
- Karol Marcinkowski 1800–1846, Krajowa Agencja Wydawnicza. Poznań 1987, ISBN 83-03-01898-1.
- Wielkopolska Wiosna Ludów 1848 roku. Zarys dziejów militarnych. Wydawnictwo ABOS, Poznań 1993. ISBN 83-85811-04-4.
- Emilia Sczaniecka 1804–1896. Wydawnictwo CBW, Poznań 1996. ISBN 83-85811-36-2.
- Dawni Wielkopolanie na co dzień i od święta. Rozmowy w Radiu Obywatelskim. Wydawnictwo Sorus, Poznań 1997 (wspólnie z Joanną Iwańską), ISBN 83-87133-07-8.
- Dowódcy 15 pułku Ułanów Poznańskich. „Zeszyt Historyczny Towarzystwa Byłych Żołnierzy i Przyjaciół 15 Pułku Ułanów Poznańskich”, nr 3, Poznań 1998. ISBN 83-906193-2-6.
- Hipolit Cegielski 1813–1868. Wydawnictwo WBP, Poznań 2000, ISBN 83-85811-72-9.
- Kalendarium poznańskie. Wydawnictwo Halszka, Poznań 2003, ISBN 83-912094-2-3.
- Poznań miasto niepoznane. (wspólnie z Jerzym Bogdanowskim). Dom Wydawniczy Rebis, Poznań 2006, ISBN 83-7301-875-1.
- Powstanie wielkopolskie. Spojrzenie po 90 latach. Dom Wydawniczy REBIS, Poznań 2008, ISBN 978-83-7510-232-1.
- Wielkopolanie pod bronią 1768–1921. Udział mieszkańców regionu w powstaniach narodowych. Dom Wydawniczy REBIS, Poznań 2011. ISBN 978-83-7510-775-3.
- Nie tylko orężem. Bohaterowie wielkopolskiej drogi do niepodległości. Dom Wydawniczy REBIS, Poznań 2013. ISBN 978-83-7818-413-3.
- Fredry 8. Historia Wydawnictwa Poznańskiego. Wydawnictwo Poznańskie, Poznań 2016. ISBN 978-83-7976-467-9.
- Powstanie wielkopolskie 1918–1919. Dom Wydawniczy REBIS, Poznań 2016, ISBN 978-83-7510-232-1.
- Polska niepodległość 1918. Wydawnictwo Poznańskie, Poznań 2018. ISBN 978-83-7976-910-0.
- Nasze powstanie. AWR Chronica, Szamotuły 2018. ISBN 978-83920994-6-8.
- Encyklopedia powstania wielkopolskiego 1918–1919. (Współredakcja i współautorstwo z Januszem Karwatem), Wydawnictwo WBPiCAK w Poznaniu, Poznań 2018, ISBN 978-8365772-52-7.
- Powstanie wielkopolskie 1918–1919. Po stu latach. Wyd. II rozszerzone. Dom Wydawniczy REBIS, Poznań 2018, ISBN 978-83-8062-422-1.
- Mity o Poznaniu. Wydawnictwo Poznańskie, Poznań  2022, ISBN 978-83-67176-09-5.